# Nicolas Tribolet
Nicolas Tribolet, né le 18 février 1649 à Neuchâtel et mort le 9 mai 1733 dans la même ville, est un militaire et homme politique de la principauté de Neuchâtel.

## Biographie
Nicolas Tribolet, fils du notaire Maurice Tribolet et d'Esabeau Chambrier, est né le 18 février 1649 à Neuchâtel. En 1663, à l'âge de quatorze ans, il devient mercenaire au service de la France,. Il poursuit cette activité pendant 30 ans, jusqu'à devenir en 1692 capitaine du régiment d'Erlach. En 1701, il est nommé membre du Conseil d'État. Trois ans plus tard, il devient également inspecteur des milices.
Il joue un rôle important lorsque la princesse Marie de Nemours meurt sans héritier et que le Tribunal des Trois-États doit choisir son successeur, au cours du Procès de 1707. En raison de l'absence d'un gouverneur nommé par le souverain, c'est en effet lui qui préside ce tribunal. À ce titre, l'acte d'investiture de Frédéric Ier de Prusse, en tant que prince de Neuchâtel, est publié en son nom. Une fois que le Tribunal a rendu sa sentence, c'est également lui qui remet le sceptre à Ernst von Metternich, l'ambassadeur du roi.
Nicolas Tribolet meurt le 9 mai 1733 à Neuchâtel.